# Sarnadas
Sarnadas es una localidad portuguesa situada en la freguesía de Alte, del municipio de Loulé y distrito de Faro.

## Geografía
Está situada cerca de los montes Monte das Sarnadas, Rocha da Pena y Rocha dos Soidos.